# 尼古拉·博尔佐夫
尼古拉·伊万诺维奇·博尔佐夫（羅馬化：Nikolay Ivanovich Bortsov；1945年5月8日—2023年4月23日）是俄罗斯政治人物，曾担任第四、五、六、七和八届国家杜马议员。
博尔佐夫的父亲在二战阵亡，因此他由母亲和祖母抚养长大。中学八年级后，他开始在一家面食厂当装卸工，同时在一所夜校学习。服完兵役后，他在列别姜的一家酿酒厂找到了一份机械师的工作。1981年，他被任命为列别姜斯基罐头厂厂长。1992 年，他们与儿子尤里一起获得了列别姜斯基公司的控股权。到2003年，该工厂的果汁产量在俄罗斯排名第三。2008 年，列别姜斯基公司被出售给百事可乐公司和百事可乐装瓶集团。
博尔佐夫于2023年4月23日去世，享年77岁。